# Малодербетовское сельское муниципальное образование
Малодербе́товское се́льское муниципа́льное образова́ние — сельское поселение в Малодербетовском районе Республике Калмыкия.
Административный центр — село Малые Дербеты.

## История
Современные границы СМО установлены Законом Республики Калмыкия от 25 декабря 2004 года № 277-II-З «Об установлении границ Малодербетовского сельского муниципального образования Республики Калмыкия» с последующими изменениями и дополнениями

## География
Западная часть СМО расположена в пределах Ергенинской возвышенности, восточная, большая, часть СМО расположена в пределах Сарпинской низменности.
На территории СМО расположены озёра Барманцак (частично), Пришиб (частично), Шарон, относящиеся к Сарпинским озёрам. Площадь всех озёр сильно варьируется. В летний сезон водоёмы могут пересыхать. Речная сеть практически не развита.
Малодербетовское СМО граничит на западе с Октябрьским районом Волгоградской области, на северо-западе — с Плодовитенским СМО Малодербетовского района Калмыкии, на севере — со Светлоярским районом Волгоградской области, на северо-востоке — с Хончнурским, на востоке — Ики-Бухусовским СМО Малодербетовского района и Восходовским СМО Октябрьского района Калмыкии, на юге — с Тундутовским СМО Малодербетовского района.

## Население
| 2002  | 2010  | 2011  | 2012  | 2013  | 2014  | 2015  |
| ----- | ----- | ----- | ----- | ----- | ----- | ----- |
| 5956  | ↗6441 | ↘6426 | ↘6400 | ↘6339 | ↘6338 | ↘6280 |
| 2016  | 2017  | 2018  | 2019  | 2020  | 2021  |       |
| ↘6250 | ↘6221 | ↘6147 | ↘6053 | ↗6057 | ↗6288 |       |

Население СМО (на 01.01.2012 г.) составляет 6 426 чел. (6,43 тыс. чел.) или 61,0 % населения РМО. Из них в хуторе Васильев проживает только 7 человек. Плотность населения в СМО составляет 6,62 чел./км² (в РМО — 2,87 чел./км²). Их общего количества населения — 6,43 тыс. чел., население моложе трудоспособного возраста составляет 1,53 тыс. чел., (23,8 %), в трудоспособном возрасте — 3,92 тыс. чел. (60,9 %), старше трудоспособного возраста — 0,98тыс. чел. (15,3 %). Отмечается естественный прирост населения на уровне + 7 чел. в год на 1 000 жителей.

### Национальный состав
Население многонационально: калмыки −59,7 %, русские — 34,6 %, другие национальности — 5,7 %.

## Состав сельского поселения
| № | Населённый пункт | Тип населённого пункта       | Население |
| - | ---------------- | ---------------------------- | --------- |
| 1 | Васильев         | хутор                        | ↘2        |
| 2 | Малые Дербеты    | село, административный центр | ↘6286     |

## Транспортная инфраструктура
СМО обладает развитой транспортной инфраструктурой. По территории СМО проходит автодорога федерального значения М-6 «Каспий» (Волгоград — Элиста), протяжённостью 16,5 км; автодороги регионального значения: М-6 «Каспий» — Тундутово — Абганерово (Волгоградская область), протяжённостью 21,0 км и Малые Дербеты — Большой Царын, протяжённостью 39,0 км; а также автодороги местного значения: подъезды от автодороги Малые Дербеты — Большой Царын к посёлкам Ики-Бухус и Ханата
Хутор Васильев связан с селом Малые Дербеты автодорогой с грунтовым покрытием (требует нового строительства, 15 км).